# Rue Broussais
La rue Broussais est une voie située dans le quartier du Parc-de-Montsouris du 14e arrondissement de Paris, en France.

## Situation et accès
La rue Broussais est desservie par la ligne 6 à la station Saint-Jacques.

## Origine du nom
Elle porte le nom du médecin et chirurgien, François Broussais (1772-1838) en raison de sa proximité avec l'hôpital.

## Historique
Avant la création de cette voie, il existait, à proximité, des carrières ou des mines de charbon de terre. Elles sont signalées sur les plans de Roussel (1731), Delagrive (1740) et Jaillot (1748).
La voie est ouverte en 1863, par le département de la Seine, pour isoler l'asile clinique des aliénés et prend sa dénomination par décret du 2 mars 1867.

## Bâtiments remarquables et lieux de mémoire
- La rue longe le côté du centre hospitalier Sainte-Anne et donne accès à la chapelle de l'hôpital Sainte-Anne.

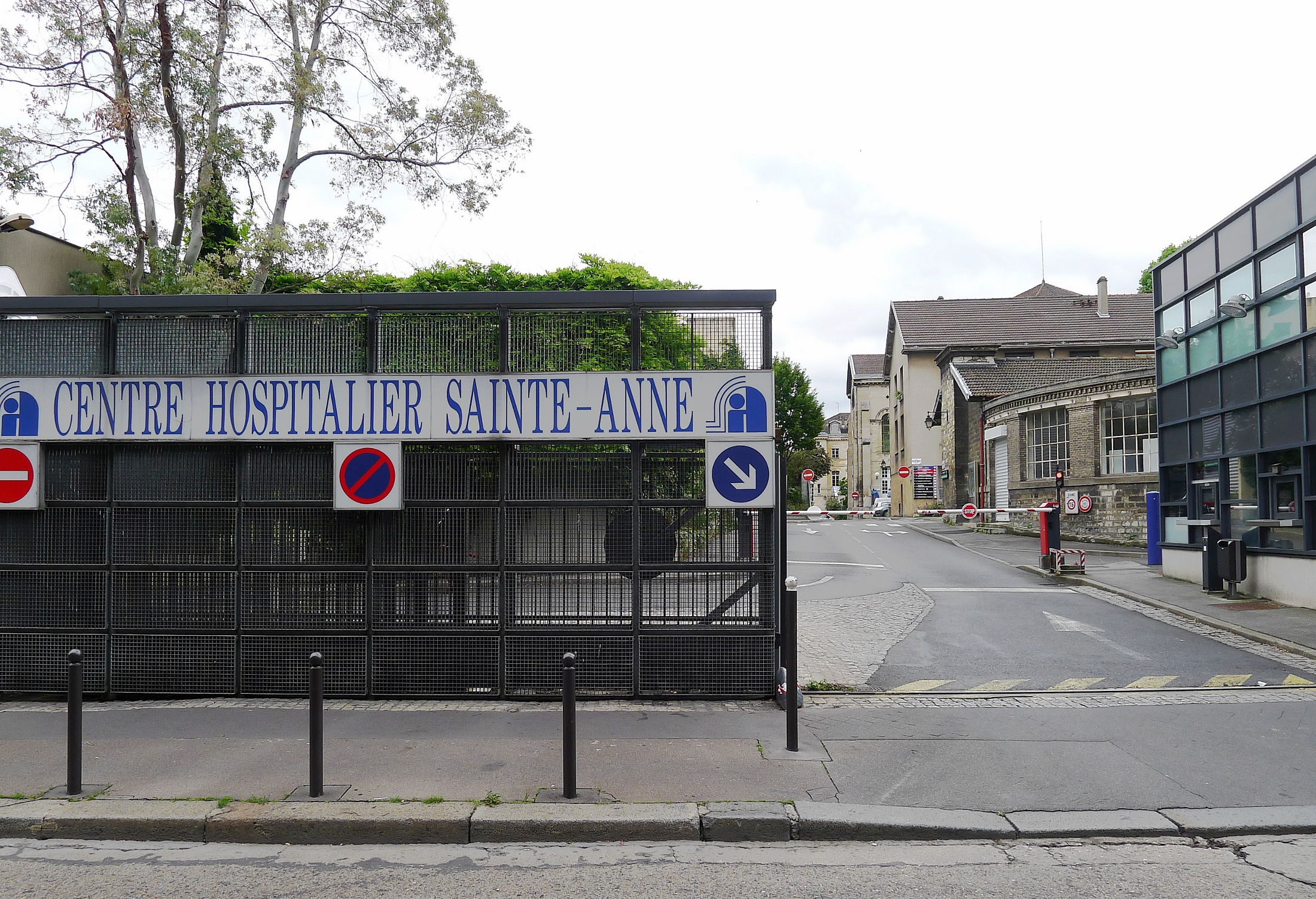
Entrée de l'hôpital Sainte-Anne, rue Broussais.
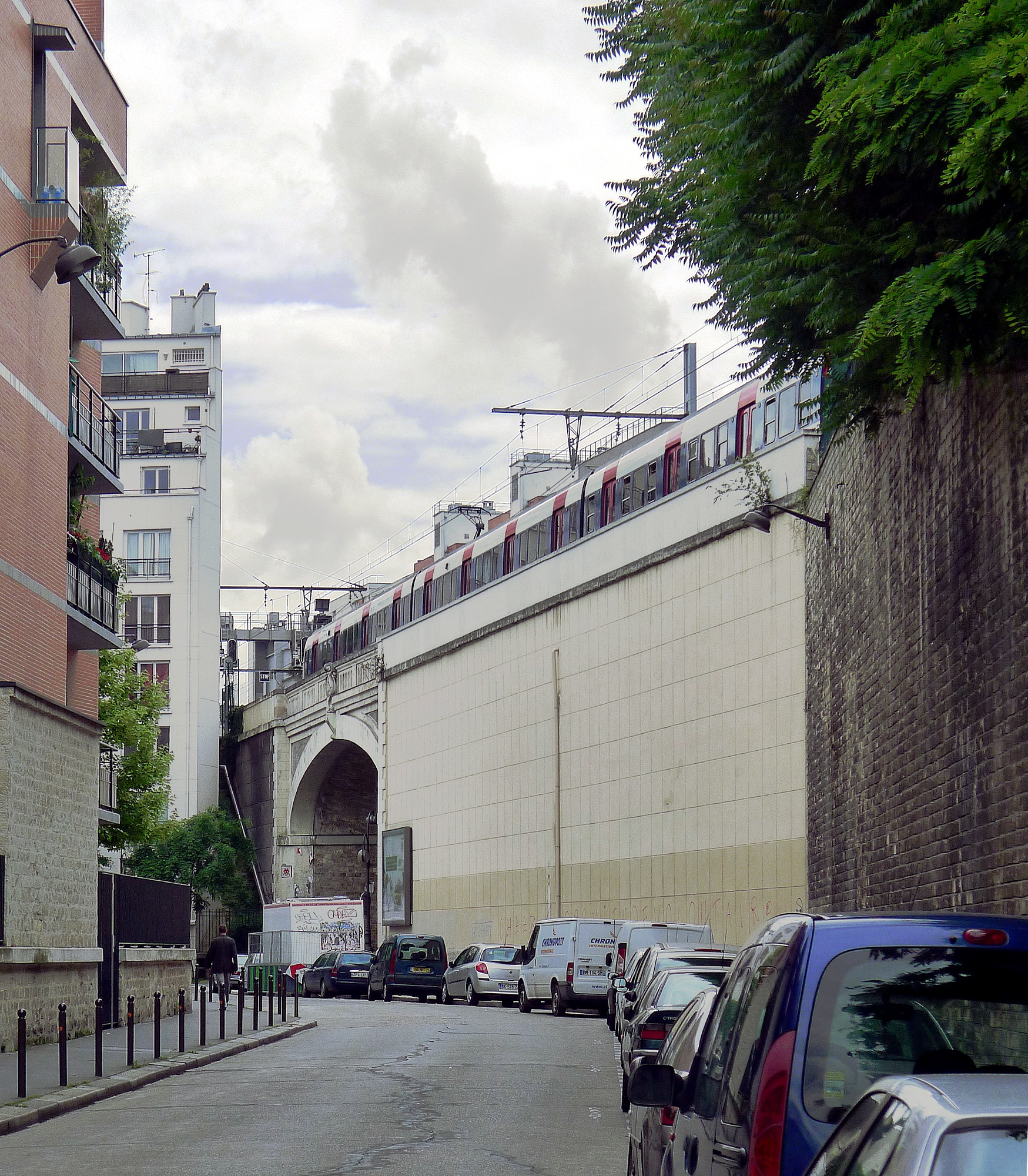
Ligne du RER B surplombant la rue Broussais.